# 官庁
官庁（かんちょう）は、国の事務について国の意思を決定し表示する権限を有する機関を指す法律用語。

## 官庁の分類

### 行政官庁と司法官庁
官庁のうち、行政権に属する権限を有する官庁を行政官庁といい、司法権に属する権限を有する官庁を司法官庁という。単に「官庁」という場合には行政官庁を指すことが多い。
行政法学では「官庁」は厳密には行政官庁と司法官庁（司法裁判所）の両者を指して定義された（佐々木惣一『日本行政法論』ほか、宇賀田順三、オットー・マイヤーなど）。

### 中央官庁と地方官庁
官庁のうち、権限が全国に及ぶものは中央官庁といい、特定の地域に限定されるものは地方官庁という。
なお、第二次世界大戦前、佐々木惣一は「行政官署」という概念を採用し、中央行政官署を第一次の中央行政官署（内閣や各省等）と第二次の中央行政官署で構成する区分を用いていた。

### 独任制官庁と合議制官庁
官庁は、これを構成する官吏の数により、独任制官庁（1名の自然人から構成される官庁）と合議制官庁（複数名の自然人の合議体により構成される官庁）に分類できる。
美濃部達吉は責任明確性の原理や行政統一性の原理から行政官庁の組織は独任制が原則という立場をとっていた。

## 法学上の官庁概念

ドイツの官庁の構成図

行政法学において行政活動を行う行政主体を行政組織を認識するための手段として、アメリカの行政法学では「行政機関」概念を用いてきたのに対し、ドイツでは「行政庁」概念を中心とする行政官庁論が用いられてきた。

### ドイツ行政法での議論
ドイツ行政法では行政組織法は行政法の主要な要素とみなされてきたが、オットー・マイヤーは『ドイツ行政法』で行政官庁法の法的性質は「公権力の行使をなす地位への指定及びそれらの地位の間の権力の分配」にあるとして組織法を行政法学ではなく国法学で扱われるべきと主張した。一方でマイヤーは官吏法（公務員法）に関しては行政法学の対象としていた。組織法を行政法学から排除する潮流は、ドイツの行政法学で踏襲され、ヴァルター・イェリネック（Walter Jellinek）もマイヤーが官吏法のみを留保して組織法を行政法学から排除したことを評価した。
しかし、マイヤーの体系には異論も出されるようになり、E.カウフマンは一定の行政課題に対して一般行政の行政庁と特別行政の行政庁のどちらが権限を有するのかや、一般行政庁と特別行政庁の関係などは行政法の法的問題であるにもかかわらずそれを扱う余地がないと批判した。
また、O.マイヤーやW.イェリネックは「行政庁」とは別の「機関」の概念を排していたが、F.フライナーは「行政庁」と「機関」を別々に論じたほか、E.Rフーバーは「機関」を前提に「行政庁」を論ずるなど学説上混乱がみられた。
ドイツの行政法学ではE.ラッシュが組織規範には課題規範、授権規範及び制限規範だけでなく公民に対する排他性規範や法執行規範も含まれるとするなど複合的性格を認めるようになっている。

### 日本行政法での議論
日本での第二次世界大戦前における行政法の法理論はドイツから移入された行政法学とりわけ美濃部達吉の行政法の体系が負っていたものが大きい。ただし、ドイツから移入された「行政庁」の概念や行政官庁論であるが、これらの概念にはドイツ行政法学とは相当異なる変容もみられると指摘されている。
第二次世界大戦後、日本の国家行政組織法はアメリカ型の「行政機関」概念を採用したため、それまでの「行政庁」概念や行政官庁論の有用性については議論がある。